# シェブロン選手権
シェブロン選手権（The Chevron Championship）は、全米女子ゴルフのメジャー選手権のひとつである。選手権のスポンサーはシェブロンが務め、IMGとの共催で行われる。

## 概要
1972年、同国の歌手であるダイナ・ショアの企画により歯磨きメーカーであるコルゲート社とのタイアップによるトーナメント「コルゲート・ダイナ・ショア・ウィナーズ・サークル」として発足した。
1983年に全米女子メジャーに昇格し、シーズンのメジャー大会の初戦として設定されている。その後スポンサーの変更等により、トーナメント名も変更されたが「ダイナ・ショア」の名前は彼女の死（1994年2月）の後も1999年まで残された。
第1回よりカリフォルニア州ランチョ・ミラージュの「ミッションヒルズ・カントリークラブ」を会場としており、毎年3月下旬に行われ、4月第1日曜日に最終日を設定していた。
しかし同週にオーガスタ・ナショナル女子アマチュアが開催されることなどから、2023年大会からテキサス州ヒューストン近郊のゴルフ場で開催、かつ時期も4月中旬頃に変更された。これは放映権を持つNBCの意向であったという。
1982年からナビスコがスポンサーとなり、2002年からクラフトフーヅがスポンサーに加わった。しかし、2014年の大会を最後に降板。同年のCMEグループ・ツアー選手権開催直前に2015年から日本の航空会社である全日本空輸（ANA）がタイトルスポンサーとなり、大会名も変更となった。
2021年10月5日、IMGと全米女子プロゴルフ協会は、石油関連大手のシェブロンがANAインスピレーションの新スポンサーとなり、「ザ・シェブロン選手権」にリニューアルされると発表した。契約は、2022年3月開催の2022年大会から6年間。ANAは協賛社となる。
この大会の優勝者にはチャンピオンローブとダイナ・ショア・トロフィーが授与される。
2023年開催コースがテキサス州ヒューストン郊外のザ・クラブatカールトン・ウッズに変更された。
2025年、西郷真央が日本選手として初めて優勝した。

## トーナメント名の変遷
- 1972 - 1980年：コルゲート・ダイナ・ショア・ウィナーズ・サークル
- 1981年：コルゲート・ダイナ・ショア
- 1982年：ナビスコ・ダイナ・ショア・インビテーショナル
- 1983年 - 1999年：ナビスコ・ダイナ・ショア
- 2000・2001年：ナビスコ選手権
- 2002年 - 2014年：クラフト・ナビスコ選手権
- 2015年 - 2021年：ANAインスピレーション
- 2022年 - 2027年：シェブロン選手権

## 出場資格
- LPGA殿堂入りをしている者
- 歴代優勝者
- 過去5年のエビアン選手権・全米女子オープン・全英女子オープン・全米女子プロゴルフ選手権優勝者
- 同選手権1ヶ月前と開催週のロレックス女子世界ランキング40位以内の選手（2月末最終月曜日付けのランキング）。
- 前週までのLPGAツアーポイントランキング上位

その他、特別推薦枠がある。

## 池へのジャンプ
ミッションヒルズ時代から優勝者は18番ホールのグリーン脇にある池にダイビングする、通称『ポピーポンド』が恒例となっている。
- 1988年、エイミー・オルコットが同大会2度目の優勝の際に飛び込んだのが最初とされる。
- 1991年、オルコットが3度目の優勝を果たし、大会ホステスであるショアと一緒に飛び込んだ。
- 1992年にはドッティー・モクリー（モクリーは結婚していた際の姓、現在はペッパー）はプレイオフを制して優勝したが、決着したのが10番ホールだったので飛び込めなかった。
- 1994年、ドナ・アンドリュースが大会直前に亡くなったショアを偲んでジャンプを行って以来、これが伝統となる。

## 歴代優勝者
| 年     | 日程             | 優勝者                         | 国               | スコア      | スコア | パー | 2位との差  | 総額 ($)  | 優勝賞金 ($) |
| ------ | ---------------- | ------------------------------ | ---------------- | ----------- | ------ | ---- | ---------- | --------- | ------------ |
| 2025年 | 4月24–27日       | 西郷真央                       | 日本             | 70-68-69-74 | 281    | −7   | プレーオフ | 8,000,000 | 1,200,000    |
| 2024年 | 4月18–21日       | ネリー・コルダ                 | アメリカ合衆国   | 68-69-69-69 | 275    | −13  | 2打差      | 7,900,000 | 1,185,000    |
| 2023年 | 4月20–23日       | リリア・ヴ                     | アメリカ合衆国   | 68-69-73-68 | 278    | −10  | プレーオフ | 5,100,000 | 765,000      |
| 2022年 | 3月31日 – 4月3日 | ジェニファー・カプチョ         | アメリカ合衆国   | 66-70-64-74 | 274    | −14  | 2打差      | 5,000,000 | 750,000      |
| 2021年 | 4月1–4日         | パティ・タバタナキト           | タイ             | 66-69-67-68 | 270    | −18  | 2打差      | 3,100,000 | 465,000      |
| 2020年 | 9月10–13日       | イ・ミリム                     | 韓国             | 70-65-71-67 | 273    | −15  | プレーオフ | 3,100,000 | 465,000      |
| 2019年 | 4月4–7日         | コ・ジンヨン                   | 韓国             | 69-71-68-70 | 278    | −10  | 3打差      | 3,000,000 | 450,000      |
| 2018年 | 3月29日 - 4月2日 | パーニラ・リンドベルグ         | スウェーデン     | 65-67-70-71 | 273    | −15  | プレーオフ | 2,800,000 | 420,000      |
| 2017年 | 3月30日 – 4月2日 | ユ・ソヨン                     | 韓国             | 68-69-69-68 | 274    | −14  | プレーオフ | 2,700,000 | 405,000      |
| 2016年 | 3月31日 – 4月3日 | リディア・コ                   | ニュージーランド | 70-68-69-69 | 276    | −12  | 1打差      | 2,600,000 | 390,000      |
| 2015年 | 4月2–5日         | ブリタニー・リンシコム (2)     | アメリカ合衆国   | 72-68-70-69 | 279    | –9   | プレーオフ | 2,500,000 | 375,000      |
| 2014年 | 4月3–6日         | レクシー・トンプソン           | アメリカ合衆国   | 73-64-69-68 | 274    | –14  | 3打差      | 2,000,000 | 300,000      |
| 2013年 | 4月4–7日         | 朴仁妃                         | 韓国             | 70-67-67-69 | 273    | –15  | 4打差      | 2,000,000 | 300,000      |
| 2012年 | 3月29日 – 4月1日 | ユ・ソンヨン                   | 韓国             | 69-69-72-69 | 279    | –9   | プレーオフ | 2,000,000 | 300,000      |
| 2011年 | 3月31日 – 4月3日 | ステイシー・ルイス             | アメリカ合衆国   | 66-69-71-69 | 275    | –13  | 3打差      | 2,000,000 | 300,000      |
| 2010年 | 4月1–4日         | 曾雅妮                         | 台湾             | 69-71-67-68 | 275    | –13  | 1打差      | 2,000,000 | 300,000      |
| 2009年 | 4月2–5日         | ブリタニー・リンシコム         | アメリカ合衆国   | 66-74-70-69 | 279    | –9   | 1打差      | 2,000,000 | 300,000      |
| 2008年 | 4月3–6日         | ロレーナ・オチョア             | メキシコ         | 68-71-71-67 | 277    | –11  | 5打差      | 2,000,000 | 300,000      |
| 2007年 | 3月29日 – 4月1日 | モーガン・プレッセル           | アメリカ合衆国   | 74-72-70-69 | 285    | –3   | 1打差      | 2,000,000 | 300,000      |
| 2006年 | 3月30日 – 4月2日 | カリー・ウェブ (2)             | オーストラリア   | 70-68-76-65 | 279    | –9   | プレーオフ | 1,800,000 | 270,000      |
| 2005年 | 3月24–27日       | アニカ・ソレンスタム (3)       | スウェーデン     | 70-69-66-68 | 273    | –15  | 8打差      | 1,800,000 | 270,000      |
| 2004年 | 3月25–28日       | グレース朴                     | 韓国             | 72-69-67-69 | 277    | –11  | 1打差      | 1,600,000 | 240,000      |
| 2003年 | 3月27–30日       | パトリシア・メルニエ＝ルブック | フランス         | 70-68-70-73 | 281    | –7   | 1打差      | 1,600,000 | 240,000      |
| 2002年 | 3月28–31日       | アニカ・ソレンスタム (2)       | スウェーデン     | 70-71-71-68 | 280    | –8   | 1打差      | 1,500,000 | 225,000      |
| 2001年 | 3月22–25日       | アニカ・ソレンスタム           | スウェーデン     | 72-70-70-69 | 281    | –7   | 3打差      | 1,500,000 | 225,000      |
| 2000年 | 3月23–26日       | カリー・ウェブ                 | オーストラリア   | 67-70-67-70 | 274    | –14  | 10打差     | 1,250,000 | 187,500      |
| 1999年 | 3月25–28日       | ドッティー・ペッパー (2)       | アメリカ合衆国   | 70-66-67-66 | 269    | –19  | 6打差      | 1,000,000 | 150,000      |
| 1998年 | 3月26–29日       | パット・ハースト               | アメリカ合衆国   | 68-72-70-71 | 281    | –7   | 1打差      | 1,000,000 | 150,000      |
| 1997年 | 3月27–30日       | ベッツィ・キング (3)           | アメリカ合衆国   | 71-67-67-71 | 276    | –12  | 2打差      | 900,000   | 135,000      |
| 1996年 | 3月28–31日       | パティ・シーハン               | アメリカ合衆国   | 71-72-67-71 | 281    | –7   | 1打差      | 900,000   | 135,000      |
| 1995年 | 3月23–26日       | ナンシー・ボウエン             | アメリカ合衆国   | 69-75-71-70 | 285    | –3   | 1打差      | 850,000   | 127,500      |
| 1994年 | 3月24–27日       | ドナ・アンドリュース           | アメリカ合衆国   | 70-69-67-70 | 276    | –12  | 2打差      | 700,000   | 105,000      |
| 1993年 | 3月25–28日       | ヘレン・アルフレッドソン       | スウェーデン     | 69-71-72-72 | 284    | –4   | 2打差      | 700,000   | 105,000      |
| 1992年 | 3月26–29日       | ドッティー・モーリー           | アメリカ合衆国   | 69-71-70-69 | 279    | –9   | プレーオフ | 700,000   | 105,000      |
| 1991年 | 3月28–31日       | エイミー・オルコット (3)       | アメリカ合衆国   | 67-70-68-68 | 273    | –15  | 8打差      | 600,000   | 90,000       |
| 1990年 | 3月29日 – 4月1日 | ベッツィ・キング (2)           | アメリカ合衆国   | 69-70-69-75 | 283    | –5   | 2打差      | 500,000   | 90,000       |
| 1989年 | 3月30日 – 4月2日 | ジュリ・インクスター (2)       | アメリカ合衆国   | 66-69-73-71 | 279    | –9   | 5打差      | 500,000   | 80,000       |
| 1988年 | 3月31日 – 4月3日 | エイミー・オルコット (2)       | アメリカ合衆国   | 71-66-66-71 | 274    | –14  | 2打差      | 500,000   | 80,000       |
| 1987年 | 4月2–5日         | ベッツィ・キング               | アメリカ合衆国   | 68-75-72-68 | 283    | –5   | プレーオフ | 500,000   | 80,000       |
| 1986年 | 4月3–6日         | パット・ブラッドリー           | アメリカ合衆国   | 68-72-69-71 | 280    | –8   | 2打差      | 430,000   | 75,000       |
| 1985年 | 4月4–7日         | アリス・ミラー                 | アメリカ合衆国   | 70-68-70-67 | 275    | –13  | 3打差      | 400,000   | 55,000       |
| 1984年 | 4月5–8日         | ジュリ・インクスター           | アメリカ合衆国   | 70-73-69-68 | 280    | –8   | プレーオフ | 400,000   | 55,000       |
| 1983年 | 3月31 – 4月3日   | エイミー・オルコット           | アメリカ合衆国   | 70-70-70-72 | 282    | –6   | 2打差      | 400,000   | 55,000       |

### メジャー昇格以前の優勝者
| 年     | 優勝者                     | スコア      | スコア | パー | 2位との差  | 総額 ($) | 優勝賞金 ($) |
| ------ | -------------------------- | ----------- | ------ | ---- | ---------- | -------- | ------------ |
| 1982年 | サリー・リトル             | 76-67-71-64 | 278    | –10  | 3打差      | 300,000  | 45,000       |
| 1981年 | ナンシー・ロペス           | 71-73-69-64 | 277    | –11  | 2打差      | 250,000  | 37,500       |
| 1980年 | ドナ・カポニ               | 71-67-66-71 | 275    | –13  | 2打差      | 250,000  | 37,500       |
| 1979年 | サンドラ・ポスト (2)       | 68-70-68-70 | 276    | –12  | 1打差      | 250,000  | 37,500       |
| 1978年 | サンドラ・ポスト           | 65-75-72-72 | 283    | –5   | プレーオフ | 240,000  | 36,000       |
| 1977年 | キャシー・ウィットワース   | 76-70-72-71 | 289    | +1   | 1打差      | 240,000  | 36,000       |
| 1976年 | ジュディ・ランキン         | 74-72-71-68 | 285    | –3   | 3打差      | 185,000  | 32,000       |
| 1975年 | サンドラ・パーマー         | 70-70-70-73 | 283    | –5   | 1打差      | 180,000  | 32,000       |
| 1974年 | ジョー・アン・プレンティス | 71-71-74-73 | 289    | +1   | プレーオフ | 179,000  | 32,000       |
| 1973年 | ミッキー・ライト           | 71-74-71-68 | 284    | –4   | 2打差      | 135,000  | 25,000       |
| 1972年 | ジェーン・ブラロック       | 71-70-72    | 213    | –3   | 3打差      | 110,000  | 20,050       |

## 記録
- 最多優勝回数：3回、エイミー・オルコット（1983・1988・1991年）、ベッツィ・キング（1987・1990・1997年）、アニカ・ソレンスタム（2001・2002・2005年）
- 最年長優勝：42歳、ジョー・アン・プレンティス（1974年）
- 最年少優勝：18歳、モーガン・プレッセル（2007年）
- 72ホール最高スコア：269、ドッティー・ペッパー（1999年）
- 最多トップテン回数：11回、パット・ブラッドリー